# Llac de Vico
El Llac de Vico (en italià, Lago di Vico, en llatí Lacus Ciminus o Lacus Ciminius) és un llac d'origen volcànic al nord de la regió del Laci, a la Itàlia central. És un dels llacs principals d'Itàlia, el que està més alt, amb una altitud de 510 m. Administrativament, és part dels municipis de Caprarola i Ronciglione.
El llac està envoltat per les muntanyes Cimínies, en particular pel mont Fogliano (965 m) i el mont Venere (851 m). Forma part de la Reserva Natural del Llac di Vico.

## Llegenda del llac
Segons la llegenda, el llac va ser creat per Hèrcules, qui va clavar la seva maça a terra i va desafiar els habitants del lloc a fer-la servir. Però com que ningú tenia prou força per aixecar-la, van desistir i quan Hèrcules la va treure, va començar a brollar aigua i així es va formar el llac.

## Morfologia
Origen
El llac és en realitat el resultat de la passada activitat volcànica del Laci, que es va originar al voltant de fa 100.000 anys quan un cràter extingit es va esfondrar per un moviment tectònic i va quedar inundat. Abans de la construcció d'un túnel pels etruscs, el llac va ser probablement més profund que avui, la Muntanya Venere constituïa una illa dins d'ell. Els antics parlen d'una ciutat anomenada Succinium inundada sota el llac.
El riu Vicano

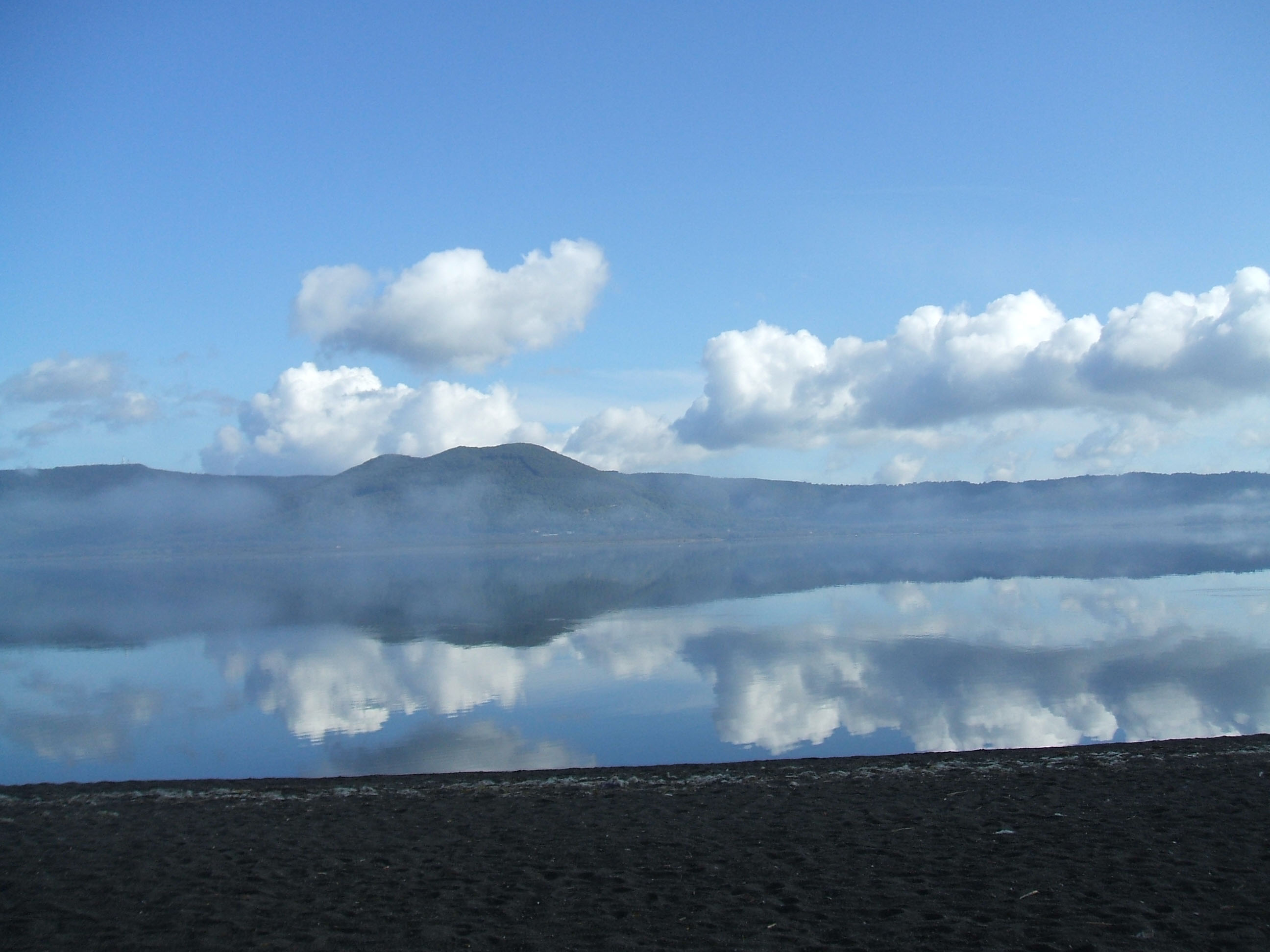
El Mont Venere a la vora del llac de Vico

El llac és drenat pel riu Vicano. Aquest riu neix al llac i baixa per la vall cap al riu Treja. En realitat no és ben bé un riu, té la particularitat de ser una via fluvial artificial creada pels etruscs a través d'un túnel impressionant tallat en la pedra, i per sota del nivell de l'aigua del llac, corre al voltant d'uns 100 metres fins a la sortida al costat oposat de la cresta de la muntanya. La construcció del túnel i l'emissari ha permès una disminució significativa del nivell de les aigües, la transformació de tota la zona nord de la caldera en un territori fèrtil. La geografia del llac que podem veure avui en dia és, per tant, diferent a l'original, el Mont Venere que ara envolta el llac des del costat nord va ser probablement, en principi, la seva illa i la superfície de l'aigua era gairebé el doble que en l'actualitat. El túnel per on passa el riu Vicano va ser restaurat al segle xvi pels Farnese. Des del 2001, amb la construcció d'un complex mecanisme electro-hidràulic, el flux d'aigua està sota control.
Qualitat de l'aigua
Les aigües del llac de Vico són aptes per al bany i la natació, segons informa l'Agència Regional per la Protecció Ambiental del Laci, que ha difós les dades enregistrades dels períodes: 2006-2011, 2012-2013, i l'any 2014.

## Flora

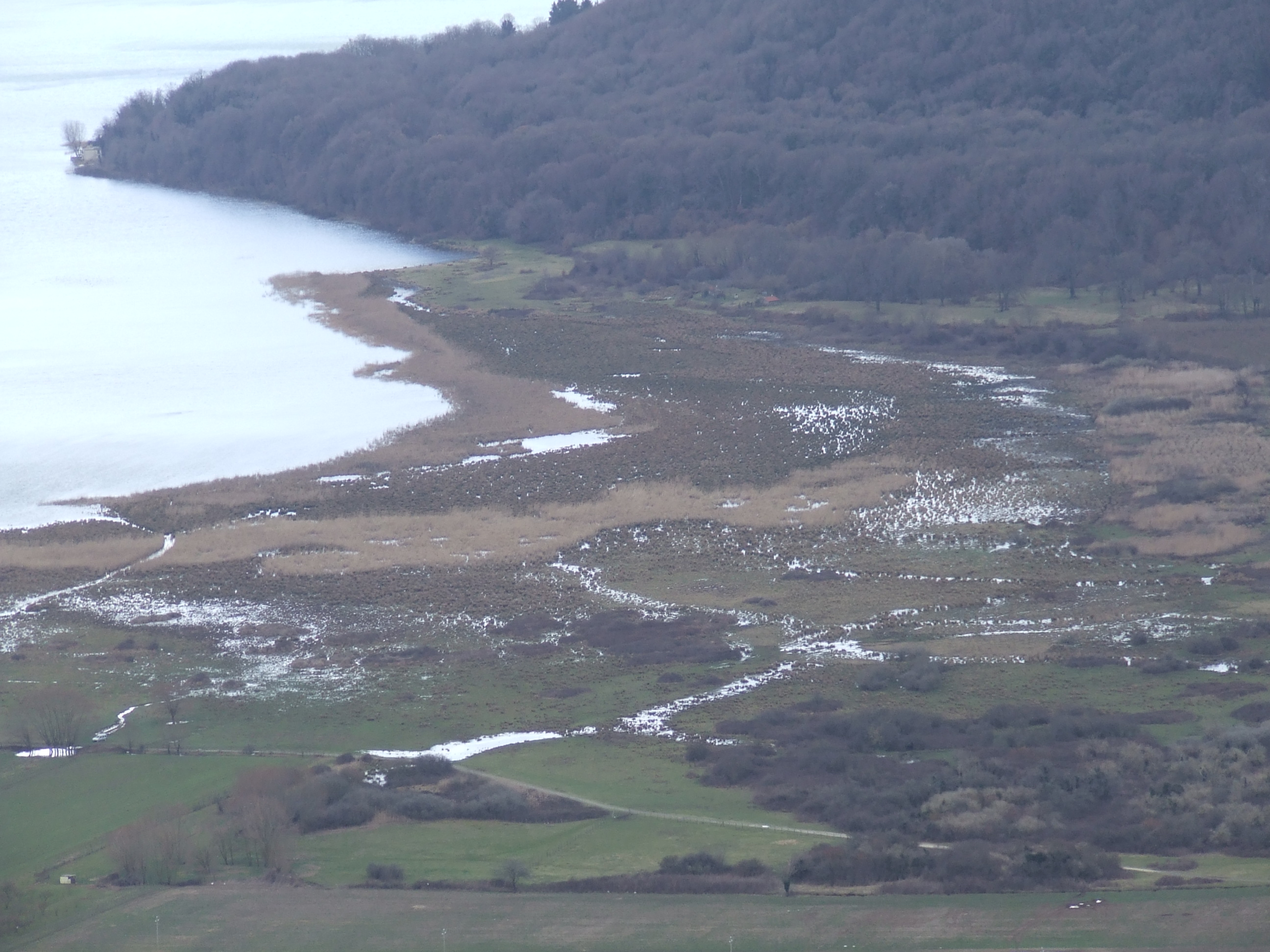
La reserva comprèn l'amplia zona humida de l'entorn del llac

La regió és famosa pel seu ampli bosc d'avets, que és un dels més meridionals d'Europa. L'altitud, mes els costats que envolten el cràter, creen condicions suficientment fredes per a la supervivència contínua d'aquests arbres. Una gran part del costat septentrional del cràter és una reserva natural per protegir aquest bosc.
Des del 1982, amb la llei regional L.R. 47, 28.09.82, el llac de Vico i la zona humida del voltant han estat declarats reserva natural parcial i està tutelat com a àrea natural protegida de 4.109 hectàrees.

## Fauna
Les bones condicions de l'aigua han permès que el llac estigui ple de vida animal. Entre els peixos es poden trobar espècies autòctones (el lluç de riu i la tenca) i espècies foranes ben adaptades (el coregoni, la perca i l'alosa). Els amfibis són nombrosos: la granota verda, la reineta, el gripau comú i el gripau verd. També hi viuen diferents varietats de rèptils: la serp de collaret, la tortuga mediterrània i la serp d'Esculapi.
Quant als mamífers, va desaparèixer fa uns anys la llúdriga, però s'hi poden trobar moltes altres espècies: el coipú, la guineu roja, el toixó, el senglar, la marta, la fura i, cada vegada més rarament, el gat salvatge.

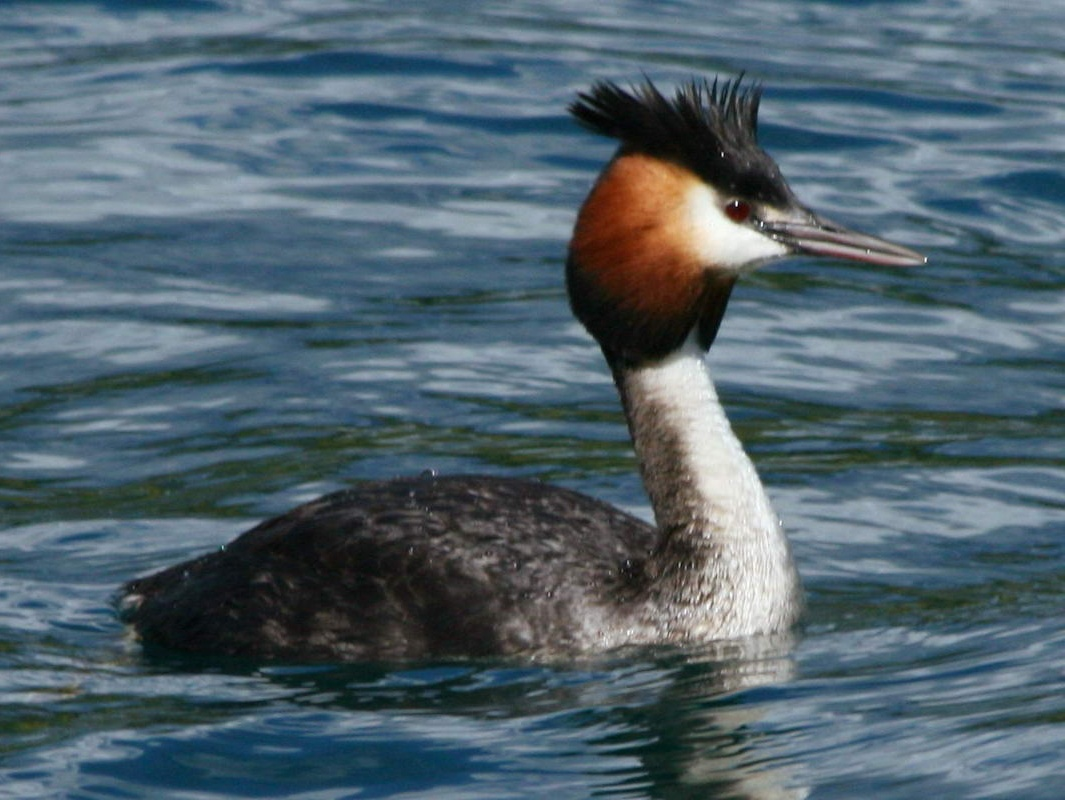
El cabussó emplomallat, au emblemàtica del llac de Vico

El punt de major interès i atracció per als visitants són les aus del llac, que són un conjunt molt variat a causa de la presència dels diferents entorns com ara boscos, pantans, prats humits, camps de conreu i aigua. Per la riba o a la superfície del llac es poden veure: la fotja, el morell cap-roig, el morell de plomall, l'ànec collverd, l'ànec xiulador, l'ànec griset, l'xarxet comú, el cabussó emplomallat, l'agró blanc, el martinet blanc, el martinet menut, el rascló, el martinet ros, el cabussó collnegre i milers d'estornells que passen les nits d'hivern a les branques dels salzes. Entre les aus de presa està el falcó llaner, el milà negre, l'esparver, l'aligot comú, el xoriguer, l'arpellot de marjal i el falcó pelegrí. En els boscos viuen mussols com l'òliba comuna, el gamarús eurasiàtic, el mussol banyut, el mussol comú, el xot. En l'espessor del bosc també viuen: picots, gaigs, pinsans, mallerengues, puputs, reietons.

## Municipis
Entre les ciutats properes estan Ronciglione, Caprarola, Viterbo i Vetralla.